# 加藤誠 (工学)
加藤 誠（かとう まこと）は、日本の機械制御システム工学者。大阪工業大学工学部機械工学科元教授・紀要委員会2011副委員長。工学博士（大阪大学）。元三菱重工業原動機事業本部主席研究員。
専門は、機械制御システム工学、流体機械・ターボ機械（特に、ガスタービン・火力プラント・原子力プラント）。

## 略歴
1976年大阪大学工学部産業機械工学科卒業。1978年同大学大学院工学研究科産業機械工学専攻博士前期課程修了。1981年同大学院工学研究科産業機械工学専攻博士後期課程修了、工学博士（大阪大学）。同年、大阪大学工学部助手。その後、三菱重工業原動機事業本部主席研究員などを経て、2000年大阪工業大学工学部に着任し、機械工学科教授。2011年同大学紀要委員会副委員長。2019年大阪工業大学退官。
大阪工業大学では20年近くの長きに渡り教鞭を執り、特に重工業関連の機械制御システム工学の研究推進に貢献した。退官後は、法政大学大学院理工学研究科産業機械工学専攻兼任講師などを務めている。
主な所属学会は、日本機械学会、計測自動制御学会、IEEE、火力原子力発電技術協会、日本ガスタービン学会など。
主な受賞は、計測自動制御学会学術奨励賞(1980)、三菱重工業本社表彰「低コストDDCシステム開発」(1992)・事業所表彰「回収ボイラ用最適燃焼制御システム開発」(1986)など。

## 主な著書
- クリスプ最適化からファジイ最適化制御へ（単著、INTECH UK2017）
- システム制御基礎理論（単著、コロナ社2014）[5]
- 1次のモデリング誤差を有する制御対象に対するロバスト正規化PI制御（単著、INTECH UK2011）
- 標準自動制御（共著、実教出版1999）
- 入門講座 計測制御と自動化（分担執筆、火力原子力発電技術協会1995）

## 主な研究
- ボイラ用最適燃焼制御システム開発
- 火力発電用F型ガスタービンの吸気冷却装置[2] - 三菱重工業高砂製作所との共同研究
- 原子力発電所における安全・安心PBMRでのヘリウムガスタービンの取り組み
- マルチエージェント型非最小位相系の逆応答抑制制御
- 離散多項式形非線形系の予測器を用いた適応制御[6]
- 離散事象モデルに基づく可変構造を有する創発支援システム